# Torneo Súper 8 (vóley) 2011
El Torneo Súper 8 de 2011, por patrocinio Torneo Súper 8 Lotería de la Provincia, fue el tercer y último torneo de su tipo y correspondió a la temporada 2010-2011 de la Liga A1. Se disputó entre el 1 y el 5 de febrero de 2011 con los ocho mejores equipos de la primera ronda de la temporada. El torneo se jugó en Necochea y en Mar del Plata.
El campeón del torneo fue Buenos Aires Unidos que venció en la final a Drean Bolívar en el Estadio Once Unidos de Mar del Plata.

## Equipos participantes
Del torneo participaron los ocho mejores equipos de la primera fase de la temporada al cabo de la primera ronda.
1.° UPCN Vóley
2.° Buenos Aires Unidos
3.° Drean Bolívar
4.° SOS Villa María
5.° La Unión de Formosa
6.° Sarmiento Santana Textiles
7.° Boca Río Uruguay Seguros
8.° Instituto Carlos Pellegrini

## Modo de disputa
Los ocho participantes se dividen en dos zonas de cuatro equipos cada una con base a los resultados que obtuvieron en la liga. Dentro de cada grupo, los cuatro participantes se enfrentaron una vez contra sus rivales y los dos mejores acceden a las semifinales. Los ganadores de semifinales disputan la final por el título mientras que los perdedores disputan el partido por el tercer puesto. Los grupos se conformaron por:
| Zona 1 - UPCN Vóley - SOS Villa María - La Unión de Formosa - Instituto Carlos Pellegrini | Zona 2 - Buenos Aires Unidos - Drean Bolívar - Sarmiento Santana Textiles - Boca Río Uruguay Seguros |

### Sedes[1]
- Zona 1: Polideportivo Municipal «Hugo Yelpo», Necochea.
- Zona 2: Estadio Once Unidos («El Coloso del Parque Luro»), Mar del Plata.

## Primera fase

### Zona 1
| Pos. | Equipo                      | Partidos | Partidos | Partidos | Sets | Sets |
| Pos. | Equipo                      | PJ       | PG       | PP       | SG   | SP   |
| ---- | --------------------------- | -------- | -------- | -------- | ---- | ---- |
| 1.º  | SOS Villa María             | 3        | 3        | 0        | 9    | 4    |
| 2.º  | UPCN Vóley                  | 3        | 2        | 1        | 8    | 3    |
| 3.º  | La Unión de Formosa         | 3        | 1        | 2        | 4    | 7    |
| 4.º  | Instituto Carlos Pellegrini | 3        | 0        | 3        | 2    | 9    |

|  |                                 |
|  | Clasificados a las semifinales. |

| Local                       | Resul | Visitante                   | Fecha        | Hora  | Set 1 | Set 2 | Set 3 | Set 4 | Set 5 |
| --------------------------- | ----- | --------------------------- | ------------ | ----- | ----- | ----- | ----- | ----- | ----- |
| SOS Villa María             | 3 - 1 | La Unión de Formosa         | 1 de febrero | 20:00 | 25-16 | 19-25 | 25-13 | 25-19 | —     |
| UPCN Vóley                  | 3 - 0 | Instituto Carlos Pellegrini | 1 de febrero | 22:00 | 25-19 | 25-21 | 25-21 | —     | —     |
| Instituto Carlos Pellegrini | 1 - 3 | SOS Villa María             | 2 de febrero | 20:00 | 22-25 | 17-25 | 26-24 | 20-25 | —     |
| La Unión de Formosa         | 0 - 3 | UPCN Vóley                  | 2 de febrero | 22:00 | 17-25 | 17-25 | 19-25 | —     | —     |
| Instituto Carlos Pellegrini | 1 - 3 | La Unión de Formosa         | 3 de febrero | 20:00 | 19-25 | 25-19 | 22-25 | 25-25 | —     |
| UPCN Vóley                  | 2 - 3 | SOS Villa María             | 3 de febrero | 22:00 | 22-25 | 25-23 | 25-23 | 18-25 | 14-16 |

### Zona 2
| Pos. | Equipo                     | Partidos | Partidos | Partidos | Sets | Sets |
| Pos. | Equipo                     | PJ       | PG       | PP       | SG   | SP   |
| ---- | -------------------------- | -------- | -------- | -------- | ---- | ---- |
| 1.º  | Buenos Aires Unidos        | 3        | 3        | 0        | 9    | 4    |
| 2.º  | Drean Bolívar              | 3        | 2        | 1        | 8    | 5    |
| 3.º  | Boca Río Uruguay Seguros   | 3        | 1        | 2        | 4    | 6    |
| 4.º  | Sarmiento Santana Textiles | 3        | 0        | 3        | 3    | 9    |

|  |                                 |
|  | Clasificados a las semifinales. |

| Local                      | Resul | Visitante                  | Fecha        | Hora  | Set 1 | Set 2 | Set 3 | Set 4 | Set 5 |
| -------------------------- | ----- | -------------------------- | ------------ | ----- | ----- | ----- | ----- | ----- | ----- |
| Drean Bolívar              | 3 - 1 | Sarmiento Santana Textiles | 1 de febrero | 20:00 | 25-22 | 25-22 | 13-25 | 25-22 | —     |
| Buenos Aires Unidos        | 3 - 0 | Boca Río Uruguay Seguros   | 1 de febrero | 22:00 | 25-23 | 26-24 | 25-19 | —     | —     |
| Boca Río Uruguay Seguros   | 1 - 3 | Drean Bolívar              | 2 de febrero | 20:00 | 25-15 | 22-25 | 18-25 | 26-28 | —     |
| Buenos Aires Unidos        | 3 - 2 | Sarmiento Santana Textiles | 2 de febrero | 22:00 | 25-21 | 25-23 | 23-25 | 22-25 | 15-9  |
| Sarmiento Santana Textiles | 0 - 3 | Boca Río Uruguay Seguros   | 3 de febrero | 20:00 | 21-25 | 22-25 | 20-25 | —     | —     |
| Buenos Aires Unidos        | 3 - 2 | Drean Bolívar              | 3 de febrero | 22:00 | 25-21 | 20-25 | 23-25 | 25-20 | 16-14 |

## Segunda fase
|  | Semifinales         | Semifinales |               |                     | Final           | Final        |  |
|  |                     |             |               |                     |                 |              |  |
|  |                     |             |               |                     |                 |              |  |
|  | Buenos Aires Unidos | 3           |               |                     |                 |              |  |
|  | Buenos Aires Unidos | 3           |               |                     |                 |              |  |
|  | UPCN Vóley          | 1           |               |                     |                 |              |  |
|  | UPCN Vóley          | 1           |               | Buenos Aires Unidos | 3               |              |  |
|  |                     |             |               | Buenos Aires Unidos | 3               |              |  |
|  |                     |             | Drean Bolívar | 0                   |                 |              |  |
|  | SOS Villa María     | 2           | Drean Bolívar | 0                   |                 |              |  |
|  | SOS Villa María     | 2           |               |                     |                 |              |  |
|  | Drean Bolívar       | 3           |               |                     | Tercer lugar    | Tercer lugar |  |
|  | Drean Bolívar       | 3           |               |                     | Tercer lugar    | Tercer lugar |  |
|  |                     |             |               |                     |                 |              |  |
|  |                     |             |               |                     | UPCN Vóley      | 3            |  |
|  |                     |             |               |                     | UPCN Vóley      | 3            |  |
|  |                     |             |               |                     | SOS Villa María | 0            |  |
|  |                     |             |               |                     | SOS Villa María | 0            |  |
|  |                     |             |               |                     |                 |              |  |

### Semifinales
| Fecha        | Local               | Resul | Visitante       | Estadio                  | Set 1 | Set 2 | Set 3 | Set 4 | Set 5 |
| ------------ | ------------------- | ----- | --------------- | ------------------------ | ----- | ----- | ----- | ----- | ----- |
| 4 de febrero | Buenos Aires Unidos | 3 - 1 | UPCN Vóley      | El Coloso de Parque Luro | 21-25 | 25-19 | 25-18 | 25-20 | —     |
| 4 de febrero | Drean Bolívar       | 3 - 2 | SOS Villa María | El Coloso de Parque Luro | 8-25  | 25-21 | 15-19 | 17-25 | 15-11 |

### Tercer puesto
| Fecha        | Local      | Resul | Visitante       | Estadio                  | Set 1 | Set 2 | Set 3 | Set 4 | Set 5 |
| ------------ | ---------- | ----- | --------------- | ------------------------ | ----- | ----- | ----- | ----- | ----- |
| 5 de febrero | UPCN Vóley | 3 - 0 | SOS Villa María | El Coloso de Parque Luro | 25-13 | 25-23 | 25-19 | —     | —     |

### Final
| Fecha        | Local               | Resul | Visitante     | Estadio                  | Set 1 | Set 2 | Set 3 | Set 4 | Set 5 |
| ------------ | ------------------- | ----- | ------------- | ------------------------ | ----- | ----- | ----- | ----- | ----- |
| 5 de febrero | Buenos Aires Unidos | 3 - 0 | Drean Bolívar | El Coloso de Parque Luro | 25-15 | 25-23 | 25-21 | —     | —     |

Campeón
Buenos Aires Unidos
Primer título